# Titularbistum Ipsus
Ipsus (ital.: Ipso) ist ein Titularbistum der römisch-katholischen Kirche.
Es geht zurück auf ein früheres Bistum der antiken Stadt Ipsos in der kleinasiatischen Landschaft Phrygien, heute Çayırbağ in der Provinz Afyonkarahisar in der Türkei. Das Bistum gehörte der Kirchenprovinz Sinnada an.
| Titularbischöfe von Ipsus |                                            |                                                                                            |                   |                 |
| Nr.                       | Name                                       | Amt                                                                                        | von               | bis             |
| 1                         | John Gray                                  | Apostolischer Koadjutorvikar und Apostolischer Vikar von Western District (Großbritannien) | 6. Mai 1862       | 14. Januar 1872 |
| 2                         | Giovanni Onorato Carcaterra OFM            | emeritierter Bischof von Ariano (Italien)                                                  | 27. Mai 1915      | 14. März 1940   |
| 3                         | Marie-Louis-Joseph-Constantin Tournier MEP | emeritierter Bischof von Coimbatore (Indien)                                               | Januar 1938       | 18. Mai 1938    |
| 4                         | Casimir Rembert Kowalski OFM               | Apostolischer Vikar von Wuchang (Republik China)                                           | 24. November 1941 | 11. April 1946  |
| 5                         | Leo Fabiano Fahey                          | Koadjutorbischof von Baker City (USA)                                                      | 13. März 1948     | 1. April 1950   |